# Тато, мама і золота рибка
«Тато, мама і золота рибка» — анімаційний фільм 1976 року Творчого об'єднання художньої мультиплікації студії Київнаукфільм, режисер — Валентина Костилєва.

## Над мультфільмом працювали
- Режисер: Валентина Костилєва
- Автор сценарію: Жанна Вітензон
- Художник-постановник: Н. Сапожников
- Оператор: Тамара Федяніна
- Композитор: Іван Карабиць
- Звукорежисер: Михайло Петренко
- Аніматори: Елеонора Лисицька, А. Трифонов, Жан Таран
- Художники: Анатолій Радченко, Вадим Гахун, В. Яковенко, Я. Горбаченко, А. Кислий, Н. Вострецов, А. Опришко, Т. Дубенко
- Ролі озвучували: А. Ігнатенко, Е. Клименко, В. Мізін
- Редактор: Марина Буличева
- Директор фільму: М. Гладкова